# Baalšamin
Baalšamin (aramejsko ܒܥܠ ܫܡܝܢ‎ Baʿal Šāmîn, slovensko  Gospodar nebes), imenovan tudi Baal Šamem (feničansko  𐤁𐤏𐤋 𐤔𐤌𐤌Baʿl Šāmēm) in Baal Šamaim (hebrejsko  בַּעַל שָׁמַיִם‎‎ Baʿal Šāmajim) severozahodnosemitski bog. Ime se je v različnih krajih in časih uporabljalo za različne bogove, predvsem v  Kanaanu/Feniciji in Siriji. Najpogosteje se je uporabljalo za boga Hadada, ki se je pogosto imenoval samo Baal. Baalšamin  je bil eden od dveh najvišjih bogov v predislamski Palmiri v antični Siriji. Drugi je bil Bel. Njegova atributa sta bila orel in strela. Baalšamin je morda tvoril triado z lunarnim bogom Aglibolom in sončnim bogom Malakbelom.

## Zgodovina
V 2. tisočletju pr. n. št. je bil Baalšamin naslov boga Baal Hadada, okoli leta 1000 pr. n. št. pa je začel pomeniti posebnega boga.  Najstarejša znana omemba tega boga ali naslova je v pogodbi iz 14. stoletja pr. n. št. med hetitskim kraljem Šupiluliumo I. in ugaritskim kraljem Nikmadujem II. Omemba bi se lahko nanašala tudi na Baal Hadada, kar velja tudi za kasnejši feničanski napis bibloškega kralja Jehimilka. Druga besedila oba bogova ločujejo. 
V sporazumu iz leta 677 pr. n. št. med asirskim kraljem Esarhadonom in tirskim kraljem Baalom I. se kralja zaklinjata na Baala, če bi se sporazum prelomil. Del besedila se glasi:
"Naj Baal-sameme, Baal-malage in Baal-safon dvignejo peklenski veter proti vašim ladjam,  da odveže vrvi in iztrga privezne drogove, naj jih močan val  potopi v morje, silovita plima [. . .] proti tebi."
Za boga Baal-malaga ni nobene razlage. Baal-safon je tukaj in drugod bog Baal-Hadad, katerega dom je v ugaritskih besedilih na gori  Safon. Razlagalci se še vedno ne strinjajo ali gre za tri bogove ali za tri vidike istega boga, ki povzroča viharno vreme na morju.
Napisi kažejo, da je bil kult Baal Šamema v Tiru živ od kralja Esarhadona do malo pred koncem 1. tisočletja pr. n. št.
Jakub iz Seruga omenja Baalšamena kot idola med drugimi mezopotamskimi aramejskimi bogovi:
"On (to je Satan) je postavil Apolona za idola v Antiohiji in druge z njim. V Edesi je postavil Nebo in Bela skupaj z mnogimi drugimi. Zavedel je Harana s Sinom, Baalšaminom in Bar Nemrejem [Nusku] po mojem  Gospodu z njegovimi psi [Nergal] ter boginjama Tarato (Astarta) in Gadlat."
V Sanhuniatonovi mitologiji je bil bog, ki ga v grščini imenuje Uran/Nebo, nekdo, ki je stal pred Baal Šamemom. Dejanski Baal Hadadov oče je tukaj Nebo, čeprav je bil  Baal Hadad rojen po poroki njegove matere s Hadadom. Tako kot v grški in  hetitski mitologiji je tudi tukaj Nebo kastriral njegov sin, ki mu je bilo nato usojeno nasprotovanje boga groma. V Sanhuniatonovi zgodbi se Nebo bori tudi z Morjem. Ker ugotovi, da Morja ne more prevladati, se združi s Hadadom.
V nabatejskih besedilih se Baal Šamin praviloma enači z Zevsom Heliosom, se pravi s sončnim bogom, kar omenja tudi Sanhuniaton:
" … in ko so se pojavile suše, so iztegnili roke proti nebu, proti soncu; samo njega so imeli za boga vladarja nebes in ga imenovali Beelsamen, kar je v feničanskem jeziku pomenilo 'gospodar neba', v grškem jeziku 'Zevs'."
Na žalost ni jasno, ali je Baalšamin v tem besedilo obravnavan kot bog sonca in prinašalec dežja ali kot povzročitelj suše.
Pisci v sirskem jeziku omenjajo Balšamina kot Zevsa Olimpiosa.